# Líbio Severo
Líbio Severo (em latim: Flavius Libius Severus Serpentius Augustus) foi  imperador romano do Ocidente (461 a 465). Foi proclamado como imperador pelo general Ricímero, depois que esse assassinou o imperador Majoriano (457 a 461), e presume-se que este general terá continuado a principal figura do poder romano ocidental, ficando o imperador na sombra de quem o trouxe ao trono.
Foi provavelmente deificado, o último a sê-lo, como se infere a partir dos anais consulares Fasti vindobonenses que registram a sua morte "his. cons. defunctus est Imp. Severus Romae XVIII kal. Septembris" (o seu estado como divus presumido assim de cons. = consecratio, "feito sagrado").